# Sikiratou Aguêmon
 (décembre 2021).
Sikiratou Aguêmon ou Sikira Aguemon, née le 8 mars 1948 à Djougou, est une femme politique béninoise.

## Biographie
Sikiratou Aguêmon est née le 8 mars 1948 à Djougou. Professeur de droit, elle a été la doyenne de la Fadesp. Dans le dernier gouvernement de Nicéphore Soglo, elle occupe le poste du ministre du Commerce et du Tourisme,,,.